# 凸叶杜鹃
凸叶杜鹃（学名：Rhododendron pendulum）为杜鹃花科杜鹃花属下的一个种。

## 扩展阅读
- 維基物種上的相關：凸叶杜鹃